# Thomas Ralph Eastwood
Sir Thomas Ralph Eastwood, britanski general, * 10. maj 1890, † 15. februar 1959.